# Нявежис
Няве́жис (также Невежис; устар. рус. Невяжа или Невежа; лит. Nevėžis) — река в Литве, правый приток Немана.

## Гидрография

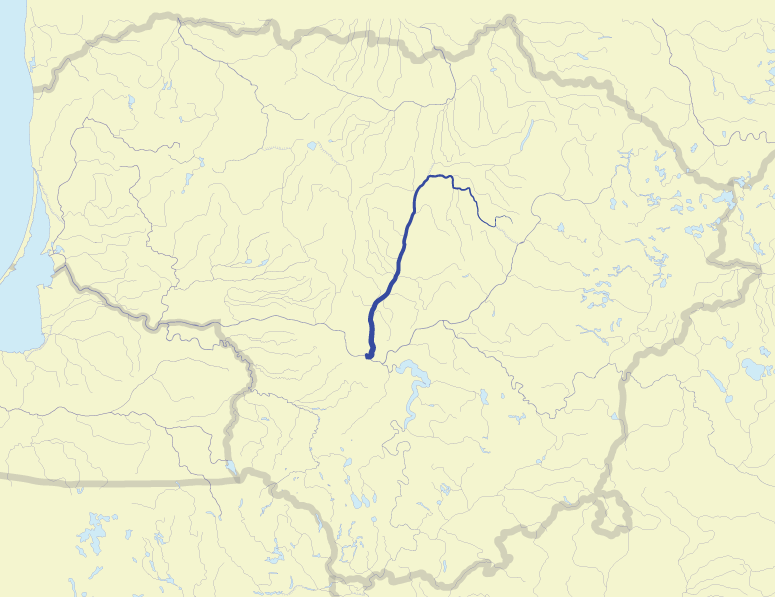

Длина 210 км, площадь бассейна 6140 км². Протекает по Среднелитовской низменности. Ледостав в ноябре—январе, ледоход в феврале — первой половине апреля. Питание в основном снеговое. У реки около 70 притоков.
Главные притоки: Аланта, Юода, Упите, Линкава, Обялис, Барупе, Гиня (левые), Юоста, Киршинас, Ляуде, Круостас, Дотнувеле, Смилга, Шушве, Алуона, Стрюна (правые).

## Хозяйственное значение
Рыболовство. На реке расположены города Кедайняй и Паневежис.